# James Abrahams
James Abrahams (* 21. Februar 1868 in New Mills; † 1947) war ein schottischer Fußballspieler.

## Karriere
Abrahams spielte spätestens ab der Saison 1890/91 in der Reserve des schottischen Klubs FC Renton, dessen erste Mannschaft wegen Professionalismus in der Spielzeit 1890/91 aus der Scottish League ausgeschlossen worden war. Zu Beginn der Saison 1891/92 kam er unter dem Namen Abram in zwei Ligaspielen für die erste Mannschaft zum Einsatz, erstmals bei einer 1:4-Heimniederlage gegen die Glasgow Rangers am 15. August 1891, dem ersten Ligaauftritt Rentons seit der Verbandssperre. Mit dem FC Everton, den Bolton Wanderers und Notts County soll Abrahams in der Folge das Interesse mehrerer englischer Klubs der Football League auf sich gezogen haben, Ende November 1891 sicherte sich Notts County die Dienste Abrahams.
Notts hatte erhebliche Probleme auf der Rechtsaußenposition und zuvor bereits erfolglos George Bakewell, Jimmy Burns und Allan Elleman versucht. Vom Nottingham Journal wurde Abrahams als Spieler mit einem „tödlichen Torschuss und fürchtet Nichts“ vorgestellt. Erstmals lief er für Notts am 5. Dezember 1891 bei einem Auswärtsspiel in Sunderland auf, die Partie endete gegen den späteren Meister mit einer 0:4-Niederlage. An den beiden folgenden Spieltagen bildete er mit Tom McInnes, Jimmy Oswald, Harry Walkerdine und Harry Daft die Sturmreihe. Dabei folgte eine 0:6-Niederlage gegen Preston North End bei winterlichen Verhältnissen, als fünf Notts-Spieler sich im Laufe der zweiten Hälfte weigerten, das Spiel fortzusetzen und die Mannschaft das Spiel mit fünf Spielern beendete. In seinem dritten Auftritt, einem Heimspiel gegen die Blackburn Rovers, trug er mit einem Tor zum 2:2-Unentschieden bei. Im Dezember soll er zudem zeitweise wegen Trunkenheit suspendiert worden sein. Die Pressemeinungen nach drei Auftritten waren teils äußerst negativ, so wurde in der Athletic News von der Vermutung berichtet, dass „zwei Spieler dieses Namens bei Renton waren und Mr. Thomas [Anm: Direktor von Notts County] den falschen Vogel eingetütet“ hätte. Und der Korrespondent des Nottingham Journals äußerte: „Abraham, so leid es mir tut das zu sagen, ist weit davon entfernt der Mann zu sein, der erwartet wurde, der er sein würde.“
Im Juni 1892 wurde nach vier Pflichtspieleinsätzen für Notts County sein Wechsel zum FC Stockton vermeldet bereits kurz darauf soll er sich dann aber dem FC Middlesbrough – beides Klubs der Northern League – angeschlossen haben. Dort waren möglicherweise gleichzeitig zwei Abrahams aktiv, so findet sich neben einem „J. Abraham“ auch ein „W. Abraham“, möglicherweise jener Spieler, der als linker Halbstürmer als Neuzugang von Renton vermeldet worden war.